# Соколов, Владимир Николаевич (дизайнер)
Владимир Николаевич Соколов (род. 13 июня 1940 года) — советский и российский художник декоративно-прикладного искусства, академик Российской академии художеств (2007). Сын Н. А. Соколова, одного из Кукрыниксов.

## Биография
Родился 13 июня 1940 года.
В 1972 году — окончил Московскую художественно-промышленную академию имени С. Г. Строганова, отделение «Интерьер и оборудование».
С 1979 года — член Московского союза художников, с 2017 года — член Союза художников Франции.
В 2001 году — избран членом-корреспондентом, в 2007 году — академиком Российской академии художеств от Отделения дизайна.

## Творческая деятельность
Основные произведения: серия графических работ «По Индии, Турции, Латинской Америке и Литве», большие серии политических плакатов.
Произведения находятся в музеях России и за рубежом.
Принимал участие в оформлении интерьеров административных зданий СЭВ, Калининского проспекта, Кремлёвского театра, курортного комплекса в Пицунде, а также ряда административных зданий в Москве и других городах России. Художник-автор многих известных декоративных ансамблей на зарубежных выставках и ярмарках.